# 阿富汗國家博物館
阿富汗國家博物館（羅馬化: Mūzīyam-e Millī-ye Afghānistān, 羅馬化: Də Afghānistān Millī Mūzīyəm）位於阿富汗喀布爾達魯拉曼區，與達魯爾阿曼宮隔街相望。現任館長為穆罕默德·祖拜爾·阿貝迪。
該館收藏曾為中亞最重要的文化遺產之一，擁有逾10萬件跨越波斯、佛教和伊斯蘭王朝的文物。現有擴建計劃。
1992年內戰爆發後，博物館遭多次洗劫和火箭彈襲擊，導致70%的藏品損毀。
2007年以來，國際組織已協助追回超過8,000件文物，最近一次是從德國歸還的石灰岩雕塑。2012年英國歸還843件文物，包括著名的1世紀貝格拉姆象牙雕刻。

## 歷史
該館始建於1919年國王阿曼努拉·汗時期。
最初位於巴格巴拉宮，1922年遷出並設立「珍品陳列室」，1931年遷至現址。歷史學家南希·杜普雷1964年合著《喀布爾博物館指南》。1973年丹麥建築師受邀設計新館，但計劃未實施。1989年巴克特里亞寶藏被轉移至阿富汗中央銀行地下金庫。

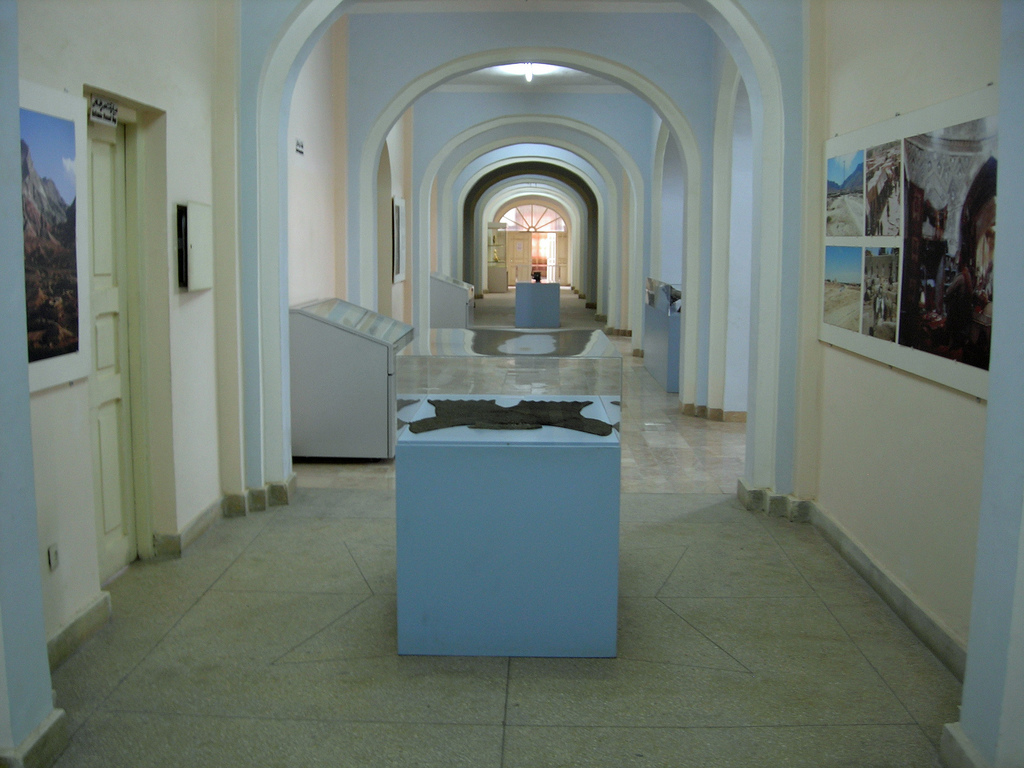
2008年館內場景

1990年代初期，穆罕默德·納吉布拉政府倒台後，博物館遭多次洗劫。1993年5月的火箭襲擊使古代陶器掩埋於廢墟。
1994年3月，被用作軍事基地的博物館遭火箭彈摧毀。信息文化部下令將剩餘藏品轉移至喀布爾酒店（今塞雷納酒店）。1996年9月完成藏品編目。2001年2-3月，塔利班以宗教原因銷毀大量藝術品，同年11月報道稱至少2,750件文物被毀。

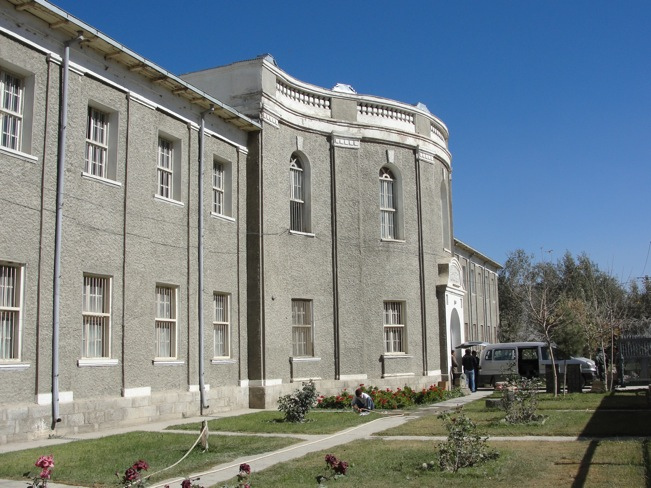
2010年建築庭院

2003-2006年投入35萬美元修復。2004年重新登記戰前密封保存的珍貴文物。部分文物在喀布爾金庫被發現，另有一批藏品在瑞士尋回。
2007年以來，聯合國教科文組織與國際刑警組織協助追回8,000餘件文物，包括德國歸還的石灰岩雕塑及2012年7月大英博物館歸還的843件文物（含貝格拉姆象牙雕刻）。
2013年啟動「移動博物館計劃」，與芝加哥大學東方研究所合作將3D複製品送至阿富汗各地學校（2013-2016年），同期新增多項設施。
2021年塔利班攻勢後，館長穆罕默德·法希姆·拉希米誓言守護藏品。截至2023年3月，代理館長為穆罕默德·祖拜爾·阿貝迪。

## 館藏

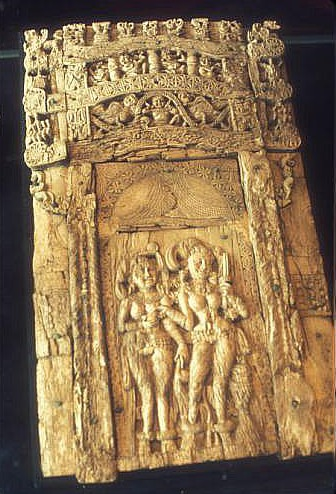
貴霜帝國都城迦畢試的象牙雕刻（1-2世紀）

館藏大量象牙珍品，包括貴霜帝國與早期伊斯蘭時代的文物。最著名的幸存文物是迦膩色伽一世的羅巴塔克銘文。

### 考古材料
該館保存了阿富汗最重大的考古發現，主要有：
- 迪爾伯金彩繪壁畫
- 阿伊·哈努姆與蘇爾赫科塔爾的法國考古隊發現的銘文、建築殘件、雕塑、金屬器及錢幣
- 巴格拉姆商人倉庫出土的印度象牙、中國銅鏡與羅馬帝國玻璃器
- 哈達遺址的灰泥頭像
- 薩達爾丘等佛教遺址的雕塑
- 加茲尼發現的伽色尼王朝與帖木兒帝國伊斯蘭藝術品[26]

### 錢幣收藏
據奧地利錢幣學家羅伯特·格布爾UNESCO審計報告，該館藏有3萬枚錢幣。部分蘇爾赫科塔爾與貝格拉姆出土錢幣已發表，米爾·扎卡窖藏（含公元前4世紀至公元3世紀錢幣）部分由法國考古隊記錄。該館雖設有錢幣策展人，但藏品未向學者與公眾開放。

### 巡迴展覽
2006年起，部分重要藏品（含巴格拉姆、阿伊·哈努姆、富樓爾丘文物及蒂拉丘地六座墓葬黃金飾品）在全球巡展，先後在吉美博物館、美國四家博物館、澳大利亞四家美術館、加拿大歷史博物館、德國波恩博物館及大英博物館展出，最終將回歸該館。

## 圖集

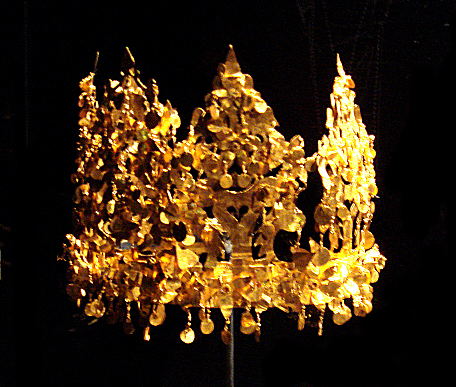
蒂拉丘地女性金冠，1世紀
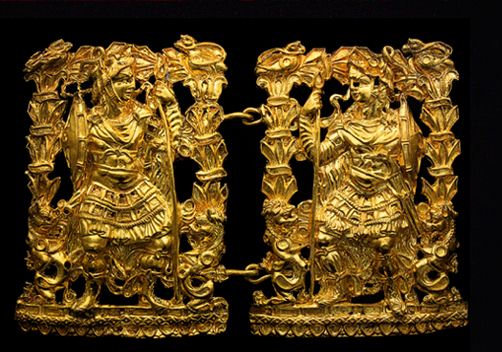
蒂拉丘地持刺刀男子像，1世紀
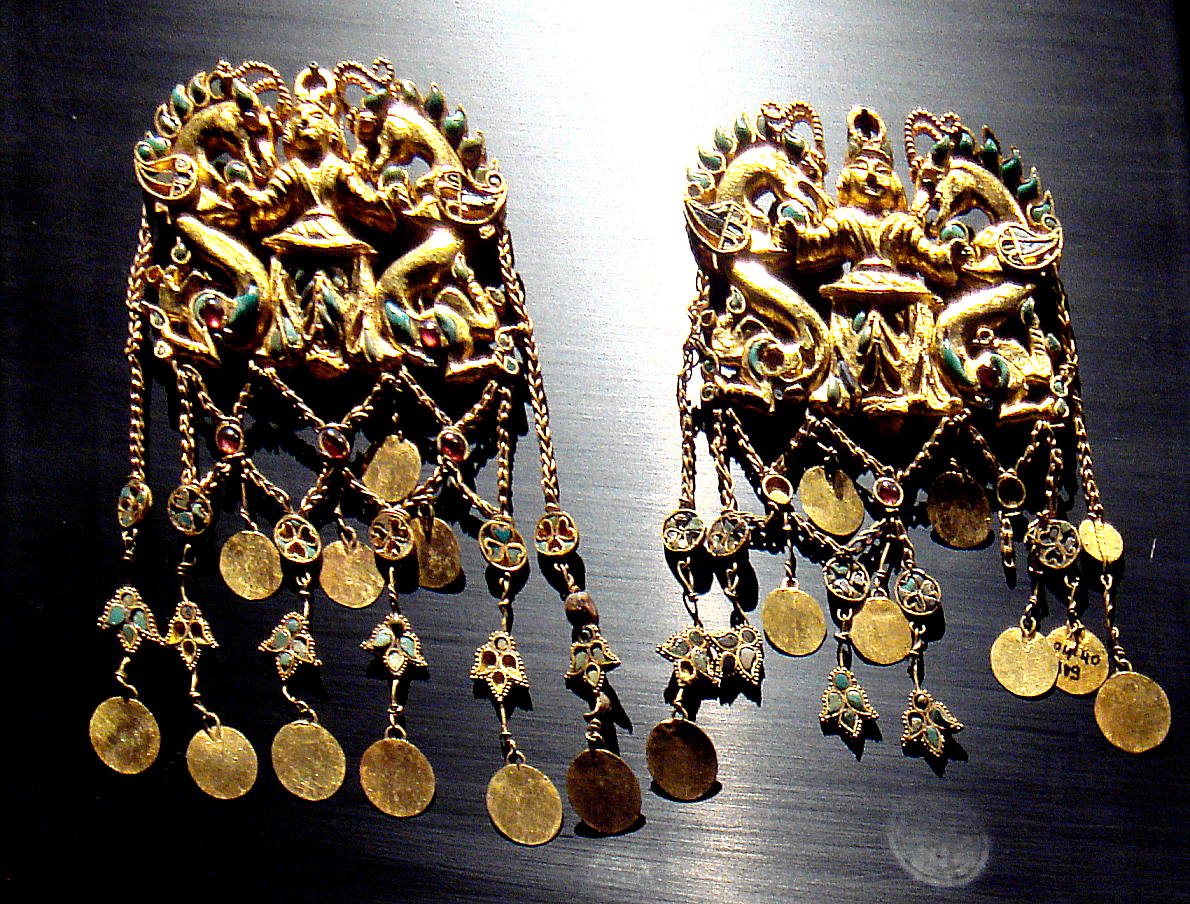
蒂拉丘地西徐亞風格黃金飾件，1世紀
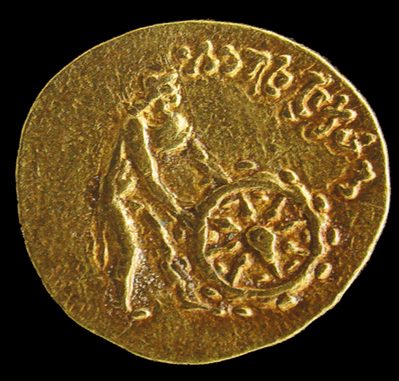
蒂拉丘地金幣，公元前1世紀-公元1世紀
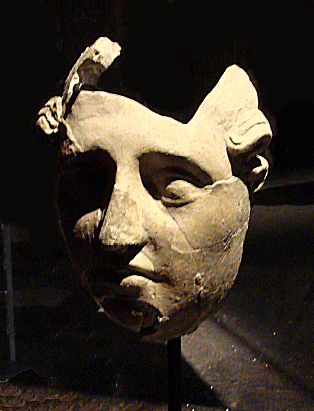
阿伊·哈努姆人面像，公元前2世紀
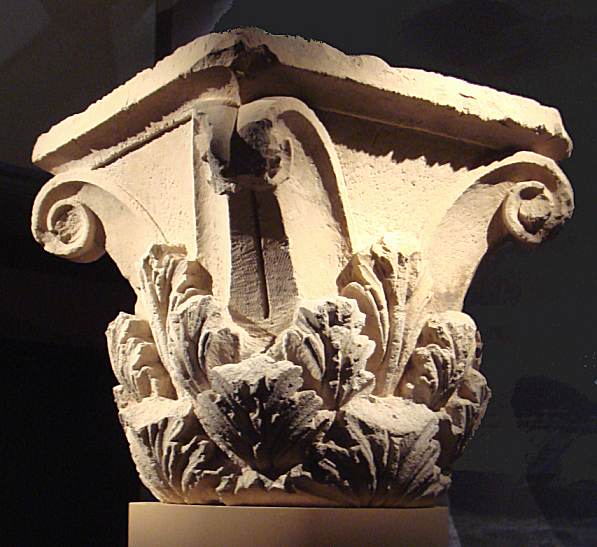
阿伊·哈努姆克里特式柱頭，公元前2世紀
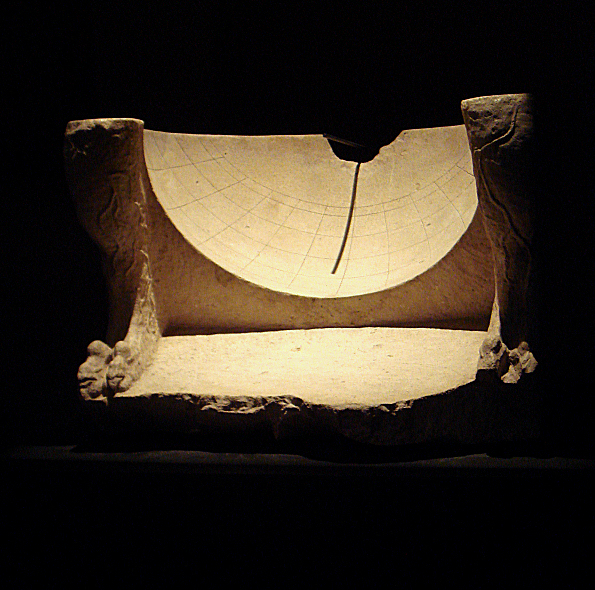
阿伊·哈努姆日晷
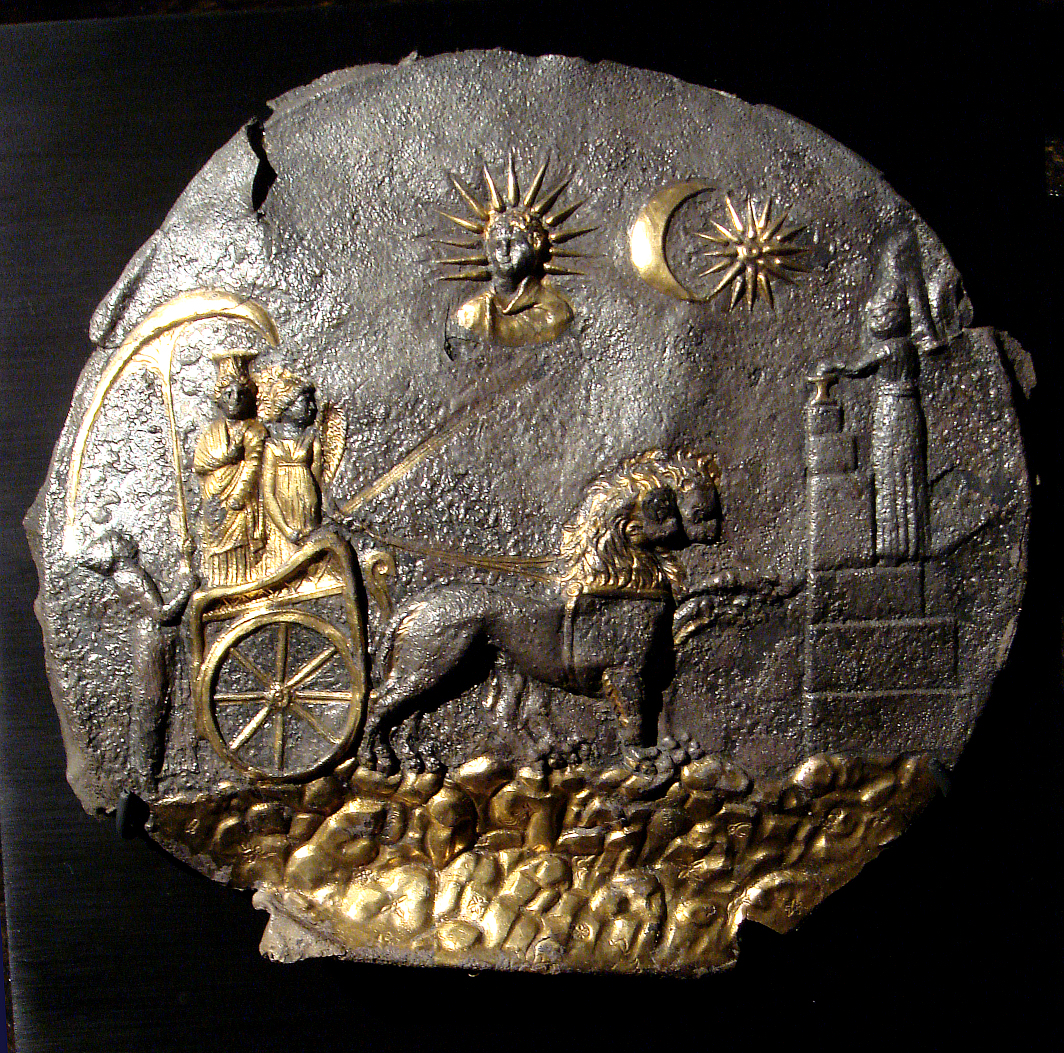
阿伊·哈努姆雙獅牽引庫柏勒女神銅盤，公元前2世紀
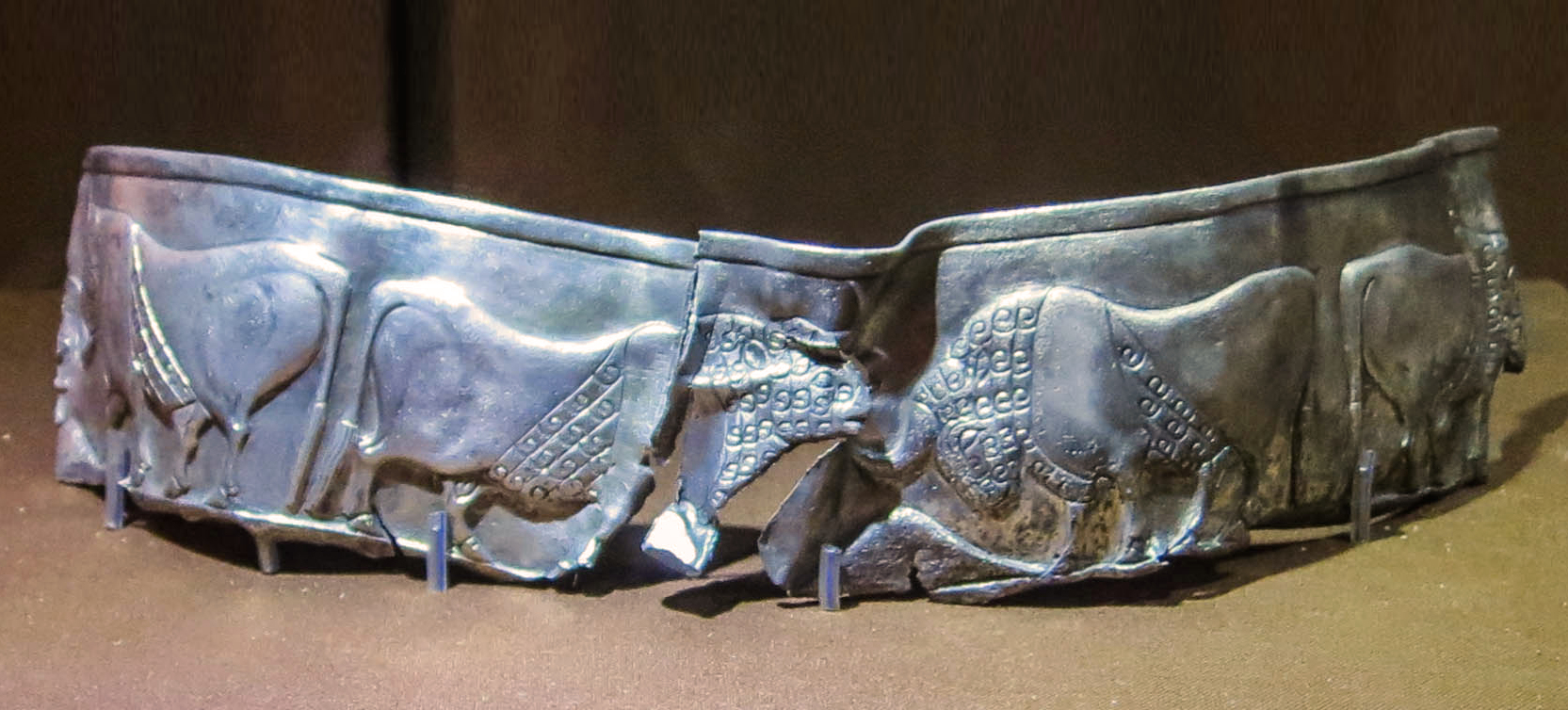
富樓爾丘陶碗殘片，公元前3000年
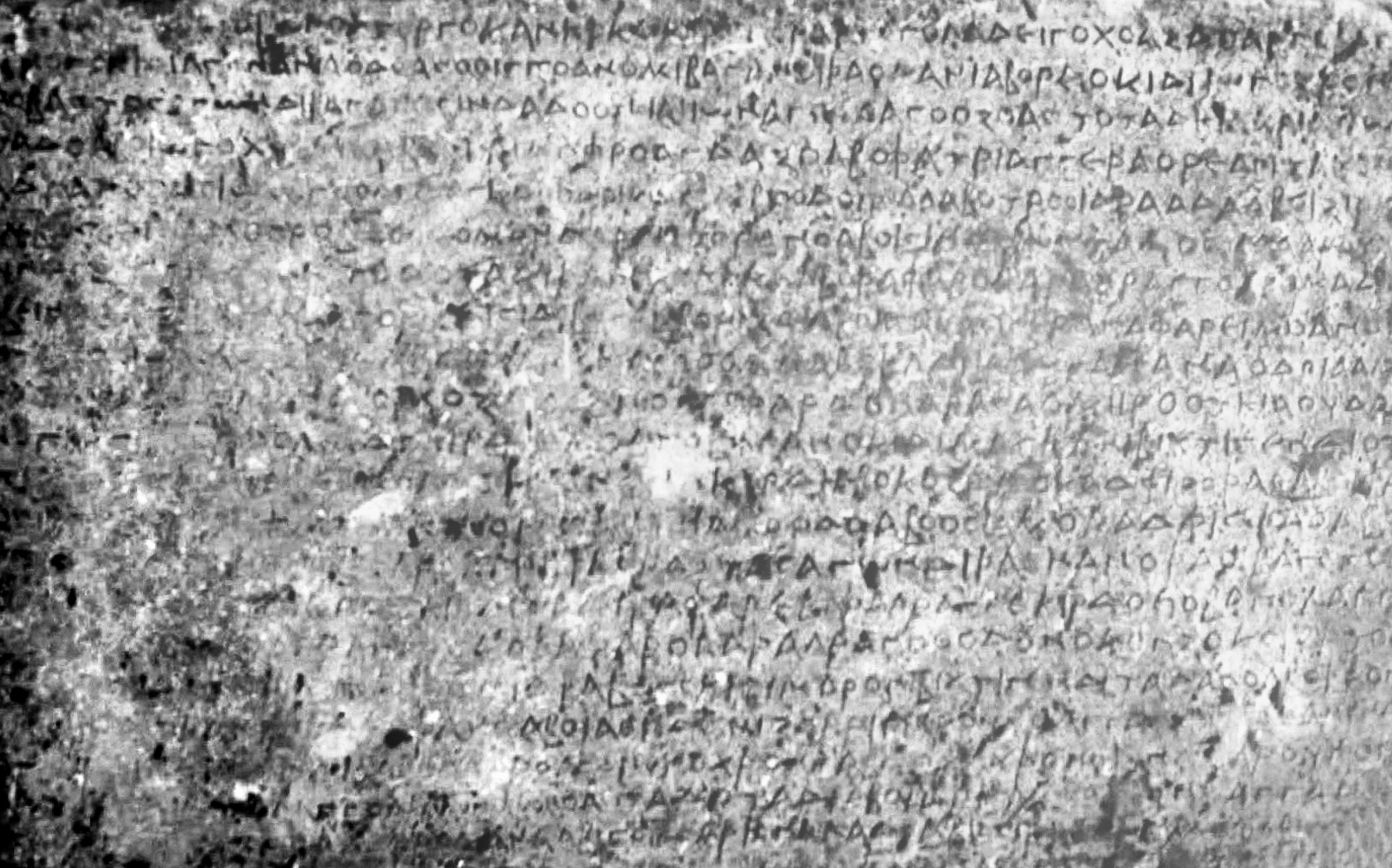
1993年發現的拉巴塔克銘文（巴克特里亞語希臘字母

## 外部連結
- YouTube上的探訪阿富汗國家博物館（沙姆沙德電視台，2024年11月7日）
- YouTube上的阿富汗國家博物館專題